# 相川恵里
相川 恵里（あいかわ えり、1972年4月29日 - ）は、日本の元歌手・女優。元アーティストハウス・ピラミッド所属。
長崎県長崎市出身。本名同じ（旧姓）。堀越高等学校卒業。

## 来歴
- 1987年、第2回『ロッテ CMアイドルはキミだ!』に応募しグランプリを獲得した。同コンテストの準優勝者は島崎和歌子であった。

（第1回のグランプリは立花理佐、第3回は山中すみか、第4回は宍戸留美）。
- 1988年、シングル『純愛カウントダウン』で東芝EMI（現：ユニバーサルミュージックLLC）よりアイドル歌手デビュー。同年暮れ、セカンドシングル『ABコンプレックス』で第30回日本レコード大賞・新人賞を受賞した。 『ABコンプレックス』は本人がAB型であることからデビュー曲候補として制作されていたが、上京後の検査でB型と判明したため一度はお蔵入りとなった。しかし完成度の高さから新人賞レースの勝負曲として日の目を見ることとなった。その結果、当初セカンドシングルとして発売が予定されていた『渚してみれば』は、翌1989年に第5弾シングルとして発売されることになった。
- 1990年、同年に大阪市・鶴見緑地で開催された『国際花と緑の博覧会』のテーマ曲の一つとなった『約束』を発売。この曲は毎日新聞社が歌詞を公募した作品であり、1990年春の第62回選抜高等学校野球大会（センバツ）の入場行進曲にも選ばれた。
- その後、女優としてテレビドラマに出演。1988年から放送を開始したドラマ『さすらい刑事旅情編』には、7シリーズ全てに三浦洋一の妹役として登場した。

## 人物
- 特技は日本泳法。
- アイドル歌手時代は、よく名前の「里」を「理」と間違えられることが多かった（吉田真里子や田村英里子もよくこの字を間違えられた）。
- その田村英里子は同じレコード会社で同級生であり、入学早々授業中のおしゃべりが過ぎてよく教師に雷を落とされていた。また田村と高岡早紀、小高恵美からは学校で「大将」と呼ばれていた。名付けは、同期の同級生田中律子。
- 同期では藤谷美紀（O型）北岡夢子（A型）麻田華子（AB型）と特に仲が良く、血液型がテーマだった『ABコンプレックス』のプロモーションでは「仲良し全員血液型が違うんですよ～」と公私を上手に絡めた発言で盛り上げていた。
- また、同期の国実百合を「88年組の母」と慕っていた。

## プロフィール
- 星座:牡牛座
- 血液型:B型(本人の思い込みに起因してデビュー時はAB型と記述されていたが1989年秋頃訂正された）
- 身長:163cm
- バスト:84cm
- ウエスト:59cm
- ヒップ:86cm

## 音楽

### シングル
| 枚                  | 発売日              | タイトル                                                                   | c/w                                                                     | 形態                | 規格品番            | オリコン最高位      |
| 東芝EMI / EASTWORLD | 東芝EMI / EASTWORLD | 東芝EMI / EASTWORLD                                                        | 東芝EMI / EASTWORLD                                                     | 東芝EMI / EASTWORLD | 東芝EMI / EASTWORLD | 東芝EMI / EASTWORLD |
| ------------------- | ------------------- | -------------------------------------------------------------------------- | ----------------------------------------------------------------------- | ------------------- | ------------------- | ------------------- |
| 1st                 | 1988年4月20日       | 純愛カウントダウン 作詞：藤原安寿 作曲：三浦一年 編曲：鷺巣詩郎            | LEFTY ROMANCE 作詞：藤原安寿 作曲：三浦一年 編曲：鷺巣詩郎              | EP                  | RT07-2080           | 12位                |
| 1st                 | 1988年4月20日       | 純愛カウントダウン 作詞：藤原安寿 作曲：三浦一年 編曲：鷺巣詩郎            | LEFTY ROMANCE 作詞：藤原安寿 作曲：三浦一年 編曲：鷺巣詩郎              | 8cmCD               | XT10-2001           | 12位                |
| 2nd                 | 1988年8月3日        | ABコンプレックス 作詞：藤原安寿 作曲：三浦一年 編曲：萩田光雄              | 不思議なエメラルド 作詞：岩里祐穂 作曲：土肥晃 編曲：鷺巣詩郎           | EP                  | RT07-2135           | 12位                |
| 2nd                 | 1988年8月3日        | ABコンプレックス 作詞：藤原安寿 作曲：三浦一年 編曲：萩田光雄              | 不思議なエメラルド 作詞：岩里祐穂 作曲：土肥晃 編曲：鷺巣詩郎           | 8cmCD               | XT10-2037           | 12位                |
| 3rd                 | 1988年10月26日      | SHOCK ME! 作詞：藤原安寿 作曲：三浦一年 編曲：鷺巣詩郎                     | タイタニック・シンドローム 作詞：田口俊 作曲：小田裕一郎 編曲：鷺巣詩郎 | EP                  | RT07-2225           | 16位                |
| 3rd                 | 1988年10月26日      | SHOCK ME! 作詞：藤原安寿 作曲：三浦一年 編曲：鷺巣詩郎                     | タイタニック・シンドローム 作詞：田口俊 作曲：小田裕一郎 編曲：鷺巣詩郎 | 8cmCD               | XT10-2225           | 16位                |
| 4th                 | 1989年1月25日       | サブウェイ・シンデレラ 作詞：田口俊 作曲：萩田光雄 編曲：萩田光雄          | せつなくてジェラシー 作詞：及川眠子 作曲：船山基紀 編曲：船山基紀       | EP                  | RT07-2309           | 20位                |
| 4th                 | 1989年1月25日       | サブウェイ・シンデレラ 作詞：田口俊 作曲：萩田光雄 編曲：萩田光雄          | せつなくてジェラシー 作詞：及川眠子 作曲：船山基紀 編曲：船山基紀       | 8cmCD               | XT10-2309           | 20位                |
| 5th                 | 1989年5月17日       | 渚してみれば 作詞：藤原安寿 作曲：三浦一年 編曲：鷺巣詩郎                  | 目線でロック 作詞：及川眠子 作曲：萩田光雄 編曲：萩田光雄               | EP                  | RT07-2361           | 27位                |
| 5th                 | 1989年5月17日       | 渚してみれば 作詞：藤原安寿 作曲：三浦一年 編曲：鷺巣詩郎                  | 目線でロック 作詞：及川眠子 作曲：萩田光雄 編曲：萩田光雄               | 8cmCD               | XT10-2361           | 27位                |
| 6th                 | 1990年1月12日       | 約束 作詞：箙真理子 補作詞：麻生圭子 作曲：タケカワユキヒデ 編曲：船山基紀 | 雪が降るまえに 作詞：遠藤京子 作曲：遠藤京子 編曲：山川恵津子           | 8cmCD               | TODT-2462           | 59位                |

### アルバム

#### オリジナルアルバム
| 枚                  | 発売日              | タイトル            | 形態                | 規格品番            | オリコン最高位      |
| 東芝EMI / EASTWORLD | 東芝EMI / EASTWORLD | 東芝EMI / EASTWORLD | 東芝EMI / EASTWORLD | 東芝EMI / EASTWORLD | 東芝EMI / EASTWORLD |
| ------------------- | ------------------- | ------------------- | ------------------- | ------------------- | ------------------- |
| 1st                 | 1988年9月4日        | 黄色い麒麟          | LP                  | RT28-5297           | 92位                |
| 1st                 | 1988年9月4日        | 黄色い麒麟          | CD                  | CT32-5297           | 92位                |
| 2nd                 | 1989年1月11日       | O・T・O・N・A       | LP                  | RT28-5372           | 79位                |
| 2nd                 | 1989年1月11日       | O・T・O・N・A       | CD                  | CT32-5372           | 79位                |

#### ベストアルバム
| 枚                  | 発売日              | タイトル                                   | 形態                | 規格品番            | オリコン最高位      |
| 東芝EMI / EASTWORLD | 東芝EMI / EASTWORLD | 東芝EMI / EASTWORLD                        | 東芝EMI / EASTWORLD | 東芝EMI / EASTWORLD | 東芝EMI / EASTWORLD |
| ------------------- | ------------------- | ------------------------------------------ | ------------------- | ------------------- | ------------------- |
| 1st                 | 2003年12月3日       | アイドル♥ミラクルバイブルシリーズ/相川恵里 | CD                  | TOCT-25267          | 圏外                |

### タイアップ曲
| 楽曲      | タイアップ                                                                            | 収録作品              |
| --------- | ------------------------------------------------------------------------------------- | --------------------- |
| SHOCK ME! | 週刊少年ジャンプオリジナルアニメ 鳥山明原作『小助さま 力丸さま コンペイ島の竜』主題歌 | シングル「SHOCK ME!」 |
| 約束      | 『大阪・花の万博』テーマソング                                                        | シングル「約束」      |
| 約束      | 『第62回選抜高等学校野球大会』入場行進曲                                              | シングル「約束」      |

## 出演

### テレビドラマ
- 熱っぽいの!（1988年、フジテレビ） - 花岡良子 役
- さすらい刑事旅情編（1988年 - 1995年、テレビ朝日/東映） - 香取恵里 役
- ルージュの伝言（TBS）
- 参上! 天空剣士 第十八話「怪異 悪魔の花嫁」（1990年、テレビ東京） - おかよ 役
- 夢帰行 -見知らぬ戦場-（1990年、NHK総合）- 花井弘子 役
- 世にも奇妙な物語（フジテレビ）
  - 『鏡』
  - 『右手の復讐』（1992年） - 中尾明美 役
- 悪いこと『鏡』（フジテレビ）
- 映画みたいな恋したい『パリで一緒に』（テレビ東京）
- 太平記 (NHK大河ドラマ)（1991年、NHK） - 西台(にしのだい) 役
- 法医学教室の事件ファイル 第1シリーズ第9話「自作自演の死!? 女医の追求」（1992年、テレビ朝日/国際放映） - 山崎育子 役
- if もしも『この夏、あなたにピッタリの髪型は？ロングかショートか』（1993年、フジテレビ）
- 新・三匹が斬る! 第17話「母恋し、狐涙の妖怪変化」（1993年、ANB / 東映） - 鶴姫 役
- お助け同心が行く!（1993年、テレビ東京/Gカンパニー） - おつな 役
- 土曜ワイド劇場「京都・浜名湖殺人事件」（1993年、テレビ朝日/東映） - 早坂リカ 役
- はだかの刑事 第29話「誘拐・天使の火遊び」（1993年、日本テレビ/東映）
- 闇を斬る!大江戸犯科帳 第20話「闇の大物!」（1993年、日本テレビ/ユニオン映画） - おなつ 役
- 殿さま風来坊隠れ旅 第11話「渡る世間は泥棒ばかり」（1994年、テレビ朝日/東映） - お菊 役
- 地方記者・立花陽介5「米沢蔵王通信局」（1995年、日本テレビ） -  香田ユカリ 役

### その他テレビ番組
- 東京イエローページ（TBS）
- 一枚の写真（フジテレビ）
- クイズ日本人の質問（NHK総合）
- 時代劇を100倍楽しく見る法（1995年5月22日 - 25日、NHK-BS2）

### 映画
- 家族輪舞曲（1989年、東映クラシックフィルム）- 雛子 役

### Vシネマ
- プロミスリング～ 鹿島アントラーズ物語 ～（1993年、共同テレビ/バンダイビジュアル）- 沢口ユウコ 役

### CM
- ロッテ（1988年）

ロッテアイス『ゼリーバー』、『ビッグコーン』、『イタリアーノ』
『マロレーヌ』
- 東芝『BUSUTANK』（1988年）

### ラジオ
- 森脇・山田のパニックしようぜ!東京ハラギャーテーズ（ニッポン放送）

## 写真集
- ERI（1988年、近代映画社、鯨井康雄撮影）
- ERI PART2（1989年、近代映画社、鯨井康雄撮影）
- 旬~IN SENSON （1991年、TIS、山岸伸撮影）
- MOONISH（1992年、大陸書房、山岸伸撮影）
- A SHADE（1993年、スコラ、井ノ元浩二撮影）
- OMOIDE（1993年、桜桃書房、山岸伸撮影）

## ビデオ
- ちょっと夢みて（1988年、東芝EMI）ドラマ形式
- エリちゃん家（1989年、大陸書房）
- スコラnu B.L.T.C.J.A（1990年、スコラ）
- SEXY QUEEN（1993年、笠倉出版社）
- 相川恵里（スコラ）
- スコラ（1993年、スコラ）1993年版
- avos amours（1993年、大陸書房）

※スコラから複数作発売、「アイドル黄金伝説」としてDVD復刻もあり